# Conselho da plebe
O Conselho da plebe ou Concílio da plebe (em latim: "Concilium Plebis"), chamada também de Assembleia da plebe, era a principal assembleia popular da República Romana. Funcionava como uma assembleia legislativa através da qual os plebeus podiam aprovar leis, eleger seus magistrados e julgar casos jurídicos. O Conselho da plebe foi originalmente organizado com base nas antigas cúrias e, por isso, era conhecida originalmente como "Assembleia curiata da plebe". O Conselho da plebe geralmente se reunia no poço do Comício e só podia ser convocada pelo tribuno da plebe. 

## História

### De 509 até 471 a.C.
Quando a República Romana ;foi fundada, em 509 a.C., os romanos foram divididos em trinta cúrias, organizadas com base em laços familiares e, por isso, na estrutura étnica dos primeiros anos de Roma. Cada cúria tinha seus próprios festivais, deuses e ritos religiosos. Elas se reuniam numa assembleia legislativa conhecida como Assembleia curiata (em latim: "Comitia Curiata"), criada logo depois da lendária fundação de Roma em 753 a.C. e tinha o poder de eleger os reis de Roma. Nesta época, os plebeus não tinham nenhum direito político e cada família plebeia era dependente de uma família patrícios. Assim, cada família plebeu pertencia à mesma cúria de seu patrono. Apesar disto, apenas os patrícios podiam votar na Assembleia curiata.
Antes da primeira secessão da plebe, em 494 a.C., os plebeus provavelmente se encontravam em suas próprias assembleias, cuja estrutura se baseava nas cúrias. Porém, esta assembleia não tinha nenhum papel político até que as magistraturas do tribuno da plebe e do edil plebeu foram criados, naquele mesmo ano, como resultado da secessão. Por conta deste movimento, a aristocracia patrícia romana reconheceu formalmente o poder do tribuno da plebe e, desta forma, legitimou o poder da assembleia sobre a qual ele presidia. A "Assembleia curiata da plebe" foi o embrião do Conselho da plebe. Depois de 494 a.C., um tribuno da plebe passou a presidir esta assembleia, que passou a ser responsável pela eleição dos magistrados plebeus e pela aprovação das leis válidas apenas para os plebeus ("plebiscita").

### De 471 até 27 a.C.
Nos anos finais do Reino de Roma, o rei Sérvio Túlio aprovou uma série de reformas constitucionais. Uma delas criou uma nova unidade organizacional, a tribo, para ajudar na reorganização do exército romano. Sua divisão não era étnica (como era o caso das cúrias), mas geográfica. Túlio dividiu a cidade em quatro distritos geográficos, cada um abrangendo uma única tribo. Entre os reinados de Túlio e o final do século III a.C., o número de tribos cresceu de 4 para 35.
Em 471 a.C., foi aprovada a "Lex Publilia Voleronis"  que estabeleceu que as eleições de tribunos da plebe passaria a ocorrer por meio da assembleia tribal e não mais pela pela assembleia das centúrias, o que tornou a plebe politicamente independente dos patrícios .
Isso ocorreu, pois os plebeus decidiram que a organização por tribo lhes conferia um nível de independência política de seus patronos patrícios, ao contrário das cúrias. Por conta disto, neste mesmo ano, uma lei foi aprovada para permitir que os plebeus começassem a se organizar também por tribo. Por causa disto, a "Assembleia curiata da plebe" passou a ser composta por tribos e não cúrias. Por conta disto, seu nome foi alterado para "Assembleia tribal da plebe".
Depois de 471 a.C., a única diferença entre o Conselho da plebe  e Assembleia tribal ordinária (que também estava organizada com base nas tribos) passou a ser a de que as tribos do Conselho da plebe incluíam apenas os plebeus enquanto que as tribos da Assembleia tribal incluíam plebeus e patrícios. Porém, a maioria dos romanos era plebeia e, portanto, as principais diferenças entre o Conselho da plebe e a Assembleia tribal eram principalmente legais e não demográficas, diferenças derivadas do fato de que a lei romana não reconhecia uma assembleia composta por apenas um grupo de pessoas (os plebeus neste caso). Com o tempo, porém, estas diferenças foram sendo mitigadas por conta de inúmeras leis que foram sendo aprovadas.
A lei romana reconhecia como representantes da plebe os magistrados eleitos pelos Conselho da plebe, como os tribunos e os edis plebeus.

## Conflito das Ordens
A criação dos cargos de tribuno da plebe e edil plebeu marcou o fim da primeira fase da luta entre plebeus e patrícios conhecida como Conflito das Ordens.
Em 449 a.C., ocorreu uma segunda secessão da plebe, resultou numa modificação da Lex Valeria original: a Lex Valeria Horatia de plebiscitis, pela qual os plebiscitos, aprovados na Assembleia da Plebe, passaram a ter força de lei e a valer para todos os romanos, depois da aprovação pelos patrícios, que se dava na forma de um decreto chamado "auctoritas patrum" ("autoridade dos pais" ou "autoridade dos patrícios").
Em 339 a.C., foram aprovadas as Leges Publiliae, que exigia que a auctoritas patrum fosse aprovada antes que uma lei pudesse ser votada na assembleia da plebe, essa modificação fortaleceu a assembleia da plebe diante da aristocracia patrícia.
Em 287 a.C., as condições econômicas da plebe haviam se deteriorado muito, o que levou a um aumento muito grande no número faltas no pagamento de dívidas. A plebe exigia alguma forma de alívio financeiro, mas os senadores, a maior parte deles credores destas dívidas, se recusaram a aceitar. Os plebeus se retiraram em massa para o Janículo, a última das três secessões da plebe da história romana.
Para acabar com a revolta, o ditador, Quinto Hortênsio, que era plebeu, foi nomeado e passou uma lei conhecida como Lex Hortensia, cuja principal modificação foi a eliminação do requisito da "auctoritas patrum" antes que uma lei pudesse ser considerada no Conselho da plebe. Desta forma, a lei retirou dos senadores patrícios o poder de interferir no Conselho da plebe.
Contudo, a Lex Hortensia não deve ser vista como um total triunfo da democracia sobre a aristocracia. As relações próximas entre os tribunos da plebe e os senadores implicavam ainda numa poderosa influência do Senado sobre o Conselho. Por causa disto, a importância desta lei foi a de retirar dos patrícios sua única arma contra os plebeus, efetivamente encerrando o Conflito das Ordens e colocando os plebeus em igualdade política com os patrícios.

### Depois de 27 a.C.
Por conta de seus títulos de "tribunos perpétuos", Júlio César e Augusto conseguiram manter o controle sobre o Conselho. Depois da derrocada da República Romana, na época de Tibério, o Conselho da plebe perdeu seus poderes legislativos, judiciais e eleitorais para o Senado Romano  e desapareceu logo em seguida.